# الدوري الإسباني الدرجة الثانية 1964–65
دوري الدرجة الثانية الإسباني 1964–65 (بالإسبانية: Segunda División de España 1964-65)‏ هو موسم من دوري الدرجة الثانية الإسباني. فاز فيه نادي بونتيفيدرا.